# Bahram-bey Akhundov
 (septembre 2022).
Bahram-bey Akhundov (en azéri: Bəhram bəy Mirzə Cəfər bəy oğlu Axundov ; né en 1861 à Choucha et mort en  1932 à Bakou) est membre de l'Assemblée nationale de l'ADR, médecin.

## Biographie
Bahram bey Mirza Jafar bey oghlu Akhundov est né en 1861 dans la ville de Choucha. Il est diplômé de l’école réelle de la ville, puis du gymnase. En 1893, il est admis à l'école doctorale de la Faculté des Sciences Mixtes (Physique, Chimie, Biologie) de l'Académie de Lille en France. B. Akhundov, diplômé de l'école doctorale en 1896, poursuit ses études à la faculté de médecine de la même académie et obtient un doctorat en médecine. En 1904, Bahram Bey, qui réussit l'examen de la faculté de médecine de l'Université de Kharkov reçoit le surnom de "Docteur".
Bahram-bey Akhundov était membre de l'Assemblée nationale de la République démocratique d'Azerbaïdjan . Avant la révolution, il travaille comme médecin dans les institutions médicales de Bakou. Après l'établissement du pouvoir soviétique en Azerbaïdjan il est nommé médecin au Conseil des commissaires du peuple de la république et en 1920-1925 Bəhram bəy Axundov est médecin de confiance de Gosstrakh (Administration des assurances de l'État).